# Drapeau de l'Aquitaine
Le drapeau de l'Aquitaine était le drapeau non officiel de l'ancienne région française Aquitaine.

## Drapeau de l'ancienne région Aquitaine
Avant la fusion des régions en 2016, il n'existait pas de drapeau officiel de l'ancienne région administrative Aquitaine.
On peut toutefois citer l'emblème qui reprend le logo déposé par le conseil régional. Il représente la lettre A, initiale de la région, qui suit le découpage de la côte au niveau de l'estuaire de la Gironde. Le nombre de branches qui forme la barre du A est de cinq, comme les cinq départements de la région. Au niveau des couleurs, la partie gauche est bleu pour l'Océan Atlantique et la partie droite est verte, symbolisant la forêt des Landes et le vignoble.

## Drapeau de la Guyenne
On peut également citer un drapeau non officiel qui reprend le blasonnement du Duché d'Aquitaine : de gueules (fond rouge) à un léopard (un lion qui a la tête de face) d'or (jaune), armé (avec les griffes) et lampassé (la langue) d'azur (bleu).
En 2010, la Monnaie de Paris a édité une pièce de 10 € comportant le drapeau de la Guyenne pour représenter la région dans l'édition des euros des régions.